# Balung Kulon
Balung Kulon is een bestuurslaag in het regentschap Jember van de provincie Oost-Java, Indonesië. Balung Kulon telt 12.270 inwoners (volkstelling 2010).